# PAWN
PAWN, poprzednio znany jako Small – prosty 32- oraz 64-bitowy język skryptowy. Rozwijany przez firmę CompuPhase, która pierwszą wersję PAWN wydała w 1998. Język PAWN powstał głównie dla systemów wbudowanych, ale może służyć także jako rozszerzenie aplikacji dodające możliwość jej programowania.

## Właściwości
- Składnia jest prawie identyczna jak w języku C, podobnie nie posiada wbudowanych funkcji.
- Dzięki niewielkiemu rozmiarowi oraz specjalnej metodzie kompilacji można uruchamiać duże skrypty w urządzeniach mających mało pamięci (do uruchomienia prostego skryptu wystarczy 10 kB pamięci RAM) oraz niewielką moc obliczeniową.
- Plik wynikowy kompilatora to kod bajtowy. Wykonywany jest on przez maszynę abstrakcyjną AMX (Abstract Machine eXecutor) opartą na rejestrach. Taka maszyna posiada dziewięć rejestrów: PRI (główny, używany jako akumulator), ALT - rejestr pomocniczy, oraz 7 rejestrów związanych ze stosem i offsetami.
- Plik wynikowy jest plikiem o rozszerzeniu .amx powstały w wyniku kompilacji kodu źródłowego czyli .sma. Kod źródłowy możemy dowolnie edytować, gdyż jest on rozumiany przez człowieka, zaś plik .amx jest zaszyfrowany w sposób nie możliwy do odczytu przez człowieka a rozumiany przez komputer.

## Używany przez
- AMXMODX (używany w silniku gry wieloosobowej Half-Life)
- Source Mod (modyfikacja silnika Source, która umożliwia tworzenie modyfikacji do gier takich jak Counter-Strike: Source, Counter-Strike: Global Offensive, Team Fortress 2, Left 4 Dead, Left 4 Dead 2 itp.)
- San Andreas Multiplayer (modyfikacja Grand Theft Auto: San Andreas umożliwiająca grę wieloosobową)
- "Vaul-Tec Multiplayer" (modyfikacja Fallout 3)

## Przykładowy kod
Oto przykład kodu, który wyświetli 4 losowe liczby:
```
#include
 
<core>

main
(){

    
new
 
digit
[
4
];
// tworzy czterokomórkową tablicę

    
for
(
new
 
i
=
0
;
i
<
4
;
i
++
)
// pętla, która wykona się 4 razy w celu zapełnienia tablicy digit

    
{

        
digit
[
i
]
 
=
 
random
(
5000
);
// zapisuje losową wartość do itej komórki tablicy digit

        
printf
(
"Wartość digit[%d] to %d"
,
 
i
,
 
digit
[
i
]);
// wyświetla wartość itej komórki zmiennej digit

    
}

    
return
 
1
;

}

```

Przykładowy Hello world:
```
#include
 
<core>

main
(){

    
print
(
"Hello World!"
);
   

}

```

Tutaj przykład Hello World! używając funkcji SourcePawn, które mogą posłużyć do tworzenia modyfikacji dla silnika Source. W tym przykładzie tworzymy komendę dla konsoli; osoba, która wpisze tę komendę w konsoli, powinna zobaczyć wiadomość 'Hello World!'. Komenda ta będzie też działać, jeżeli na czacie napiszemy !helloworld lub /helloworld.
```
#include
 
<sourcemod>
 //dołączamy funkcje sourcemoda

#pragma semicolon 1

 

main
(){

    
RegConsoleCmd
(
"sm_helloworld"
,
 
Command_HelloWorld
,
 
"Wyświetla wiadomość powitalną"
);
 
//rejestrujemy komendę o nazwie 'sm_helloworld'

}

 

Command_HelloWorld
(
client
,
 
args
){
 
//ten callback wywoła się, gdy gracz wpisze komendę sm_helloworld

    
PrintToChat
(
client
,
 
"Hello world!"
);
 
//wyświetlamy wiadomość osobie, która wpisała tę komendę

    
return
 
Plugin_Handled
;

}

```